# Celine Dion (album)
Celine Dion è il secondo album in lingua inglese e il diciassettesimo in totale della cantante canadese Céline Dion, pubblicato il 30 marzo 1992. Questo album include Beauty and the Beast, canzone vincitrice di un Oscar e di un Golden Globe. L'album è la sua incisione più completa fino ad oggi, con canzoni di famosi cantautori come Diane Warren (Cher, Gloria Estefan, Linda Ronstadt) e Prince, che ha scritto la ballad With This Tear. L'album è stato registrato tra New York, Los Angeles, San Francisco e Morin Heights, in Québec, tra l'ottobre 1991 e il febbraio 1992.
L'album spinge The Wall Street Journal a proclamare Céline come una "voce presente una sola volta in una generazione".
Celine Dion comprende 13 canzoni di diversi generi musicali. L'album spazia dal potente gospel di Love Can Move Mountains al frizzante funk di Little Bit of Love e alle perseguitanti ballad di Nothing Broken But My Heart e Show Some Emotion.

## Antefatti e contenuti
La vera svolta internazionale di Céline Dion arriva con la collaborazione con Peabo Bryson per registrare la title track del film d'animazione Walt Disney Pictures, La bella e la bestia (1991). La canzone catturava uno stile musicale che la Dion avrebbe utilizzato in futuro: ballad influenti, classiche e soft-rock con strumentazione leggera. Ricevendo un successo critico e commerciale, la canzone divenne la sua seconda hit degli Stati Uniti a salire nella top 10, e vinse molti premi. Fu anche il primo singolo dell'album Celine Dion, che ebbe un'influenza soft-rock, combinata con elementi di soul e musica classica. A causa del successo del singolo lead-off, l'album fu ben accolto. Come per le versioni precedenti di Cèline, l'album aveva un tocco di sentimentalismo.
Cèline lavorò con un nuovo team di scrittori e produttori per il suo album omonimo. Cinque canzoni furono scritte da Diane Warren. With This Tear fu un regalo di Prince che scrisse la canzone appositamente per la cantante, mentre i brani furono prodotti principalmente da Walter Afanasieff, Ric Wake e Guy Roche.
Nel 1992, Unison, Celine Dion e apparizioni sui media avevano spinto la Dion nello star system americano. Aveva raggiunto uno dei suoi obiettivi principali: farsi strada nel mercato anglofono e raggiungere la fama. Oltre al suo crescente successo, ci furono anche dei cambiamenti nella vita personale di Céline, poiché René Angélil avrebbe preso il posto da manager ad amante della cantante. Tuttavia, il rapporto fu tenuto segreto poiché entrambi temevano che il giudizio del pubblico a causa della differenza di ventisei anni di età tra i due.
La versione europea di Celine Dion include Where Does My Heart Beat Now come traccia bonus. L'album fu ripubblicato il 7 settembre 1992 in Australia con un disco bonus contenente quattro canzoni precedentemente pubblicate come singoli da Unison.
Send Me a Lover è stato un "residuo" delle sessioni di registrazione dell'album e fu pubblicato nel 1994 sulla raccolta di beneficenza Kumbaya Album 1994.

## Recensioni da parte della critica
L'album ha ricevuto varie recensioni di critica. Stephen Thomas Erlewine di AllMusic, scrisse che "il seguito omonimo di Céline Dion al suo debutto americano è ancora più forte e più completo." Arion Berger di Entertainment Weekly commentò:"Colpisce tutte le note sulla graziosa, disperata With This Tear di Prince, ma chiaramente ha più voce che cuore." Il critico musicale Robert Christgau lo definì "Il peggiore album dell'anno - che io ricordi". Jan DeKnock del Chicago Tribune disse che l'album "è ancora meglio, perché la giovane cantante - di soli 24 anni - ha sviluppato abbastanza confidenza con la sua seconda lingua per trasmettere davvero le sfumature emotive di un testo, specialmente nelle ballad che dominano questo album. La Dion ha chiaramente aderito a Mariah Carey e Whitney Houston, che sono le voci premier della scena pop."

## Successo commerciale
Celine Dion ha venduto oltre 5 milioni di copie in tutto il mondo. Solo negli Stati Uniti, l'album vendette 2,4 milioni di copie secondo Nielsen SoundScan, ed è stato certificato doppio disco di platino. Ha raggiunto la numero 34 nella classifica Billboard 200. La popolarità della Dion si dimostrò anche in Canada, dove l'album raggiunse la terza posizione, ottenendo il disco di diamante per 1 milione di copie vendute.
In altri paesi del mondo l'album raggiunse la posizione numero 15 in Australia, la numero 31 in Nuova Zelanda, la numero 59 in Giappone e la numero 70 nel Regno Unito. Fu anche certificato disco d'oro nel Regno Unito, in Giappone e in Australia.
Il singolo di maggior successo dell'album fu Beauty and the Beast, che raggiunse la nona posizione nella Billboard Hot 100 e ottenne il disco d'oro negli Stati Uniti. Altri singoli, che raggiunsero la top 40 negli Stati Uniti, furono: If You Asked Me To (numero 4), Nothing Broken But My Heart (numero 29) e Love Can Move Mountains (numero 36).

## Riconoscimenti
Nel 1993, Céline Dion fu nominata ai Grammy Award nelle categorie: Album dell'Anno, Miglior Performance Femminile Pop Vocale e Miglior Performance Pop di un Duo o Gruppo, in cui vinse insieme a Bryson.
Ai Juno Award, nel 1992 fu candidata nelle categorie: Intrattenitrice Canadese dell'Anno e Miglior Cantante Femminile dell'Anno, vincendo in quest'ultima candidatura. L'anno seguente fu ricandidata in queste categorie e rivinse come Miglior Cantante Femminile dell'Anno. La Dion ha anche vinto il Billboard International Creative Achievement Award e fu nominata per il Billboard Music Award nella categoria Hot Adult Contemporary Artist. Vinse anche due Félix Award come Miglior Artista dell'Anno ad aver ottenuto il massimo successo in una lingua diversa dal francese e come Miglior Artista dell'Anno ad aver ottenuto il massimo successo fuori dal Québec. Céline vinse il suo primo World Music Award nella categoria Miglior Artista femminile canadese dell'Anno. Ricevette anche l'onorificenza dal Governatore Generale del Canada, la Medal of Recognition per il contributo alla cultura canadese.
Beauty and the Beast vinse il Grammy Award per la Miglior Canzone scritta appositamente per un film o serie televisiva, e fu candidata per il Grammy Award alla Registrazione dell'Anno e alla Canzone dell'Anno. Nella categoria Miglior canzone originale, vinse un Oscar e un Golden Globe. Nel '93 vinse ai Juno Award per Singolo dell'anno, l'ASCAP Award per la Canzone più rappresentata dal film e l'ASCAP Pop Award per la Canzone più rappresentata.
If You Asked Me To vinse l'ASCAP Pop Award per la Canzone più rappresentata e fu nominata ai Juno Award per il Singolo dell'anno e ai Billboard Music Award per il Singolo Hot Adult Contemporary dell'Anno. Nothing Broken But My Heart vinse l'ASCAP Pop Award per la Canzone più suonata. Love Can Move Mountains vinse il Juno Award per la Registrazione Dance dell'Anno e fu nominato per Singolo dell'Anno. Love Can Move Mountains ai Juno Awards del 1993 fu nominato per il Gemini Award come Miglior Performance in un programma di varietà o serie televisiva.

## Tracce

### Celine Dion
1. Love Can Move Mountains – 4:53 (Diane Warren)
2. Show Some Emotion – 4:29 (Andrew Gold, Gregory Prestopino, Brock Walsh)
3. If You Asked Me To – 3:54 (Warren)
4. If You Could See Me Now – 5:06 (Walter Afanasieff, John Bettis)
5. Halfway to Heaven (feat. Kenny G) – 5:04 (Franne Golde, Nicky Holland, Hal David)
6. Did You Give Enough Love – 4:20 (Seth Swirsky, Arnie Roman)
7. If I Were You – 5:07 (Shelly Peiken, Roman)
8. Beauty and the Beast (Peabo Bryson) – 4:09 (Alan Menken, Howard Ashman)
9. I Love You, Goodbye – 3:33 (Warren)
10. Little Bit of Love – 4:26 (Claude Gaudette, Andy Scott)
11. Water from the Moon – 4:39 (Warren)
12. With This Tear – 4:12 (Prince)
13. Nothing Broken but My Heart – 5:55 (Warren)

### Celine Dion(European edition bonus track)
L'edizione europea di Celine Dion contiene una traccia in più rispetto all'edizione originale, estratta dal precedente album in inglese di Céline Dion, Unison.
1. Where Does My Heart Beat Now – 4:30 (Robert White Johnson, [[Taylor Rhodes])

### Celine Dion(Australian edition bonus CD)
1. Where Does My Heart Beat Now – 4:33 (Johnson, Rhodes)
2. (If There Was) Any Other Way – 3:59 (Paul Bliss)
3. Unison – 4:12 (Andy Goldmark, Bruce Roberts)
4. The Last to Know – 4:34 (Walsh, Phil Galdston)

## Classifiche
| Paese (1992)  | Posizione massima |
| ------------- | ----------------- |
| Australia     | 15                |
| Canada        | 3                 |
| Giappone      | 59                |
| Nuova Zelanda | 31                |
| Regno Unito   | 70                |
| Stati Uniti   | 34                |